# Saint-Georges (Cantal)
Saint-Georges is een gemeente in het Franse departement Cantal (regio Auvergne-Rhône-Alpes). De plaats maakt deel uit van het arrondissement Saint-Flour. Saint-Georges telde op 1 januari 2022 1.176 inwoners.

## Geografie
De oppervlakte van Saint-Georges bedroeg op 1 januari 2022 33,14 vierkante kilometer; de bevolkingsdichtheid was toen 35,5 inwoners per km².
De onderstaande kaart toont de ligging van Saint-Georges met de belangrijkste infrastructuur en aangrenzende gemeenten.

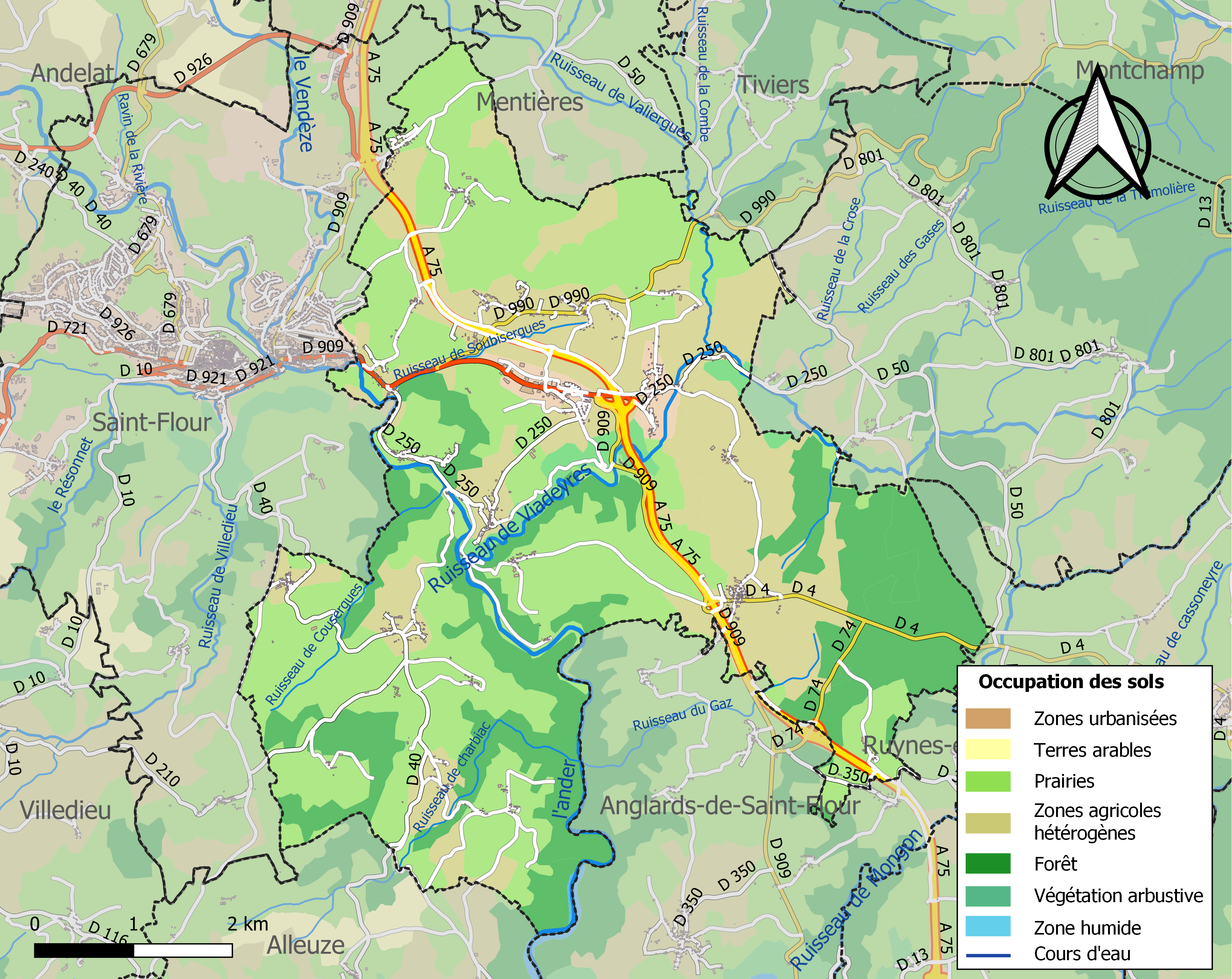

## Demografie
Onderstaande figuur toont het verloop van het inwonertal (bron: INSEE-tellingen).

Vanwege een beveiligingsprobleem met de MediaWiki Graph-software is het momenteel niet mogelijk deze grafiek weer te geven. Zodra de software is bijgewerkt zal de grafiek vanzelf weer zichtbaar worden.